# 조명 감독

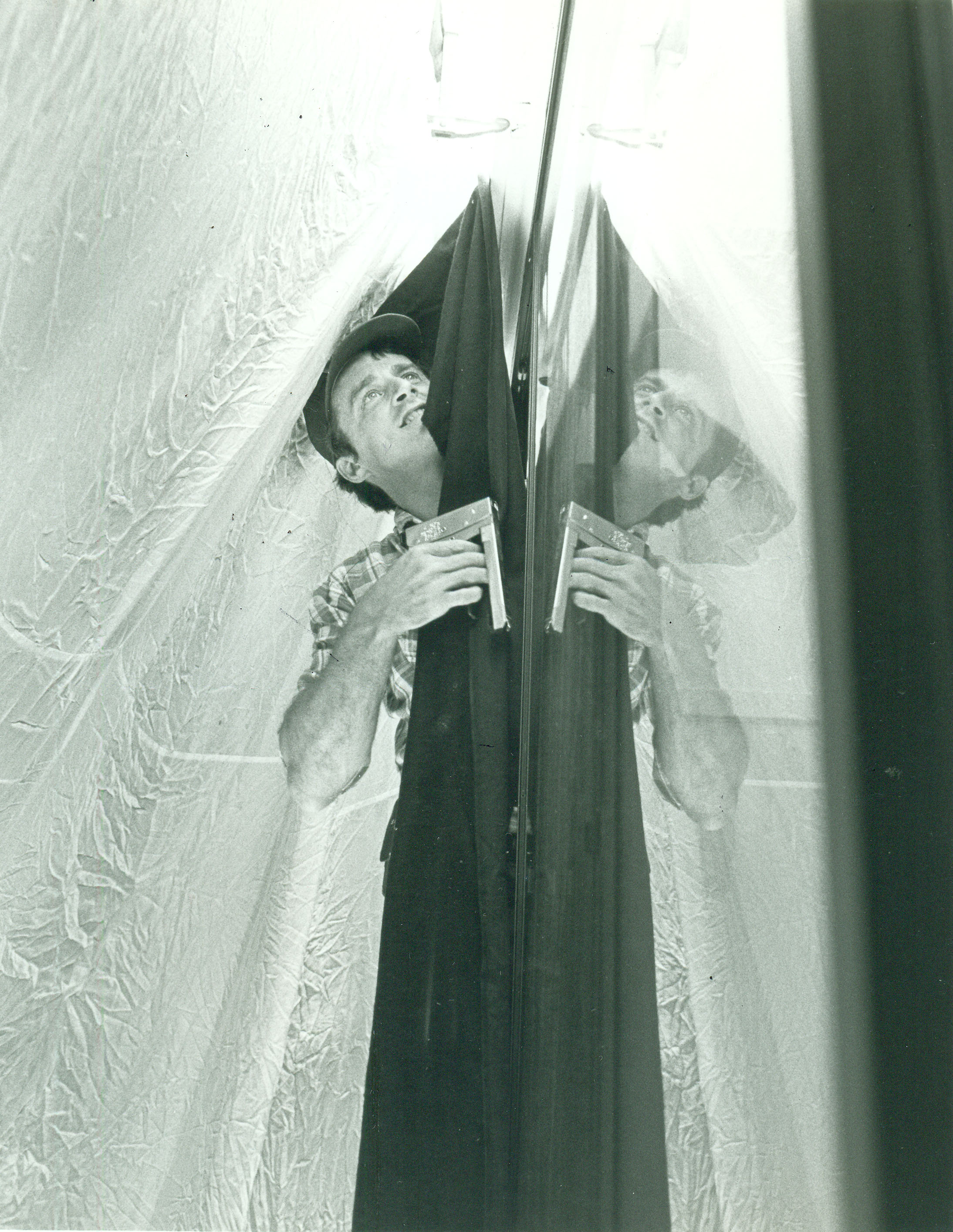
"딤섬: 어 리틀 빗 오브 하트 촬영장의 개퍼 패트릭 셸렌버거

조명감독(照明監督) 또는 개퍼(영어: gaffer)는 조명기술자 중에서 제일 직급이 높은 사람을 말한다.